# Zashiki Warashi
Zashiki Warashi (座敷童/座敷童子), algumas vezes também chamado Zashiki Bokko (Japonês: 座敷ぼっこ, "cesta do quarto de hóspedes"), são seres espirituais presentes na crença japonesa, principalmente na Prefeitura de Iwate. Zashiki em japonês significa quarto e Warashi, no dialeto da região de Aomori, significa “criança”, portanto Zashiki Warashi quer dizer “criança do quarto”.

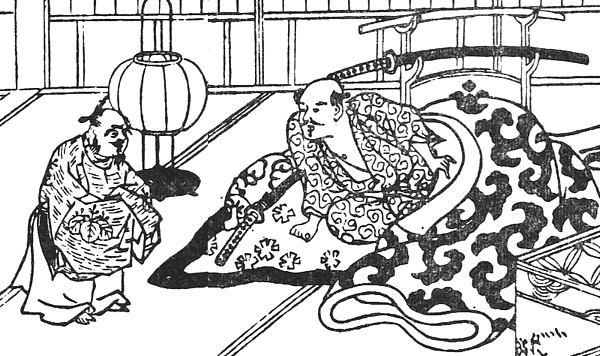
Zashiki-warashi em ilustração de conto do livro Contos da Chuva e da Lua, de Ueda Akinari.

Dizem que são deuses que vivem em depósitos de zashiki, e fariam brincadeiras, e aqueles que encontrassem seriam visitados com boa sorte. Há também lendas de como eles trariam fortuna para as famílias. Eles também são conhecidos de Kunio Yanagita, Tōno Monogatari, Ishigami Mondō, e histórias sobre eles aparecem nos capítulos 17 e 18 do Tōno Monogatari e no capítulo 87, intitulado "Zashiki-warashi" do  Tōno Monogatari Shūi , e neste capítulo 17 está escrito "famílias com quem este deus habita são livremente capazes de prosperar à vontade" ( kono kami no yadoritamafu ihe ha fūki jizai nari para ifu koto nari ) e zashiki-warashi também são chamados 座 敷 童 衆". Nos últimos anos, eles também são conhecidos por programas de televisão e revistas que informaram sobre vários ryokan da Prefeitura de Iwate, onde é dito que é possível ver um zashiki-warashi como o Ryokufūsō, o Sugawara Bekkan, e o Warabe.
É semelhante à história folclórica russa do Domovoi.

## Conceito
Os relatos têm sido principalmente na Prefeitura de Iwate, mas também há alguns espalhados pela Prefeitura de Aomori, Prefeitura de Miyagi, Prefeitura de Akita e outros na região de Tohoku.
Geralmente eles têm um rosto vermelho, cabelos que ficam pendurados e têm a aparência de uma criança de 5 ou 6 anos de idade, mas essa idade também varia de acordo com a casa em que se instalam, com exemplos que vão de mínimo de cerca de 3 anos de idade e um máximo de cerca de 15 anos de idade.
Muitas pessoas no Japão ainda acreditam na existência dessas estranhas crianças, que tanto podem ser do sexo masculino ou feminino. Ninguém sabe definir se são fantasmas ou duendes. Existem muitos casos registrados e diversas situações em que as aparições desses seres se fizeram presentes. Nos dias atuais, existem várias casos ou lendas urbanas que falam da aparição desses seres nas grandes cidades.

## Lenda
Há muito tempo, havia uma grande hospedaria na pequena vila de Hachinohe (atual prefeitura de Aomori), localizada no norte do Japão. Naquela hospedaria, havia vários quartos e um, na parte dos fundos, especialmente bonito, junto ao jardim interno.
Certa ocasião, na hora do boi, um hóspede deitado, quase pegando no sono, viu a porta se abrir deslizando e um menino entrando no quarto. Aproximando-se do hóspede, a criança disse:
– Tio, vamos medir forças jogando braço-de-ferro?
O hóspede imaginou que o menino fosse filho do dono da hospedaria e havia vindo ao quarto para lhe dar as boas-vindas. Assim, brincaram algumas vezes jogando queda-de-braço. O incrível de tudo isso era que a criança tinha se mostrado muito forte, vencendo todas as partidas.
Na manhã seguinte, o homem comentou com o dono da hospedaria:
– Seu filho é muito forte, ontem à noite jogamos braço-de-ferro e eu não consegui ganhar nenhuma, por mais força que fizesse.
O hospedeiro olhou-o surpreso e disse:
– Mas, senhor, eu não tenho filho! De onde será que apareceu essa criança?!
Depois daquele dia, outros visitantes que também dormiram naquele quarto contaram que, à noite, uma criança aparecia pedindo para jogar braço-de-ferro. Interessante que nem o hospedeiro nem os empregados daquela casa haviam visto essa criança. Somente as pessoas que se hospedavam e dormiam naquele quarto podiam vê-la. Esse fato se espalhou pela redondeza, e todos passaram a comentar que naquela hospedaria morava um Zashiki Warashi.
A fama da hospedaria foi crescendo, e muitas pessoas que se julgavam fortes queriam pernoitar naquele quarto para jogar braço-de-ferro com o Zashiki Warashi. Outros que se julgavam corajosos queriam simplesmente ver a criança.
Assim, a hospedaria ficou muito disputada e os negócios foram de vento em popa, entrando muito dinheiro no cofre do hospedeiro, que se tornou um homem muito rico.
Com tanto dinheiro acumulado, o hospedeiro parou de trabalhar e deixou tudo por conta dos empregados. Assim, passou a levar uma vida folgada, com muitas festas e bebidas. Certo dia, quatro ou cinco anos depois, o dono da hospedaria estava sentado na varanda de seu estabelecimento e viu um menino andando no corredor.
– Quem é ele? – quis saber o hospedeiro.
E a criança saiu correndo para fora da hospedaria.
– Um menino que veio do quarto lá do fundo e foi embora – disse a mulher da limpeza.
Depois desse dia, a criança nunca mais apareceu para ninguém. Por isso, os hóspedes daquela casa foram diminuindo dia após dia e finalmente, alguns anos mais tarde, a hospedaria faliu.
Ninguém soube dizer porque a criança foi embora.

## Dias Atuais
Boatos e adeptos de teorias da conspiração afirmam que ainda ocorrem, principalmente no norte do Japão, Zashiki Warashi tem aparecido, não só em hospedarias como em grandes hotéis e até em residências particulares. Há quem acredite que ele seja um deus que traz prosperidade e não faz mal a ninguém.